# كاليب كلارك (لاعب اتحاد الرغبي)
كاليب كلارك (بالإنجليزية: Caleb Clarke)‏ هو لاعب اتحاد الرغبي نيوزيلندي، ولد في 29 مارس 1999.

## روابط خارجية
- كاليب كلارك عل موقع إسبنسكروم (الإنجليزية)
- كاليب كلارك على موقع ItsRugby.co.uk (الإنجليزية)
- كاليب كلارك على موقع أوليمبيديا (الإنجليزية)